# Aliabad-e Farhang
Aliabad-e Farhang (perski: علي ابادفرهنگ) – wieś w Iranie, w ostanie Chorasan Południowy. W 2006 roku liczyła 27 mieszkańców w 10 rodzinach.